# Xiao Junfeng
Xiao Junfeng (em chinês simplificado: 李小鹏)  (Xi'an, 12 de julho de 1979) é um ex-ginasta chinês que competiu em provas de ginástica artística.
Xiao fez parte da equipe chinesa que disputou os Jogos Olímpicos de Sydney, em 2000, na Austrália. Na ocasião foi o medalhista de ouro da prova coletiva, quando superou a Ucrânia de Oleksandr Beresh e a Rússia de Alexei Nemov.